# Love (àlbum de The Beatles)
Love és un disc recopilatori i de banda sonora de The Beatles, publicat el 20 de novembre de 2006. Conté mixes i compilacions fetes pel Cirque du Soleil per a un xou del mateix nom. Va ser produït per Sir George Martin, i el seu fill Giles.

## Llista de cançons
1. Because
2. Get Back
3. Glass Onion
4. Eleanor Rigby
5. I Am the Walrus
6. I Want To Hold Your Hand
7. Drive My Car
8. Gnik Nus
9. Something
10. Being for the Benefit of Mr. Kite!
11. Help!
12. Blackbird / Yesterday
13. Strawberry Fields Forever
14. Within You Without You / Tomorrow Never Knows
15. Lucy in the Sky with Diamonds
16. Octopus's Garden
17. Lady Madonna
18. Here Comes The Sun /The Inner Light
19. Come Together / Cry Baby Cry
20. Revolution
21. Back In The USSR
22. While My Guitar Gently Weeps
23. A Day in the Life
24. Hey Jude
25. Sgt. Pepper's Lonely Hearts Club Band (Reprise)
26. All You Need Is Love